# ランタノセン

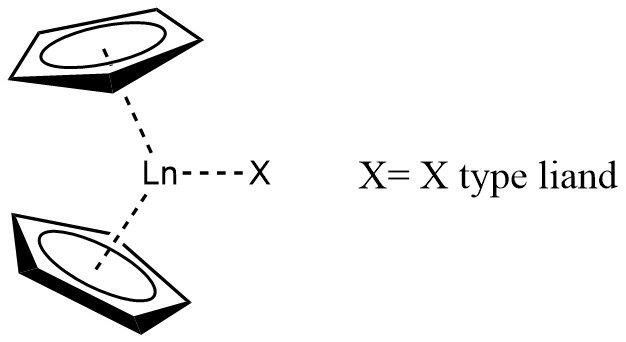
ランタノセンの一般式

ランタノセン(Lanthanocene)は、メタロセンの種類で、ランタノイド系列の元素を含む。最も一般的なランタノセン錯体は、2つのシクロペンタジエニルアニオンとX型配位子（通常はハロゲン化物かアルキル配位子）を含む。

## 歴史
1954年、ジェフリー・ウィルキンソンとバーミンガムは、トリス(シクロペンタジエニル)ランタノイド錯体Ln(C5H5)5 (Ln = La, Ce, Pr, Nd, Sm)について記載した。しかし、有機ランタノイド化合物の湿気や酸素に対する反応性が非常に高い性質と、LnR3の単純なアルキル及びアリル誘導体の分離ができなかったことから、この領域は、ランタノイド系列後半のいくつか(Ln = Gd, Er, Yb, Lu)のランタノセン錯体が合成されるまでの間、20年に渡って、比較的停滞した。

## 合成
合成の焦点は、Ln-C結合を含むランタノイド(III)メタロセン錯体であり、以下のようなLn-Cl結合を含む前駆体から幅広く合成される。
(C
5H
5)
2LnCl(THF) + LiR → (C
5H
5)
2LnR(THF) + LiCl
Ln = Y, Nd, Sm, Dy, Er, Tm, Yb, Lu
R = Me, Et, iPr, nBu, tBu, CH2tBu, CH
2SiMe
3, CH
2Ph, Ph, C
6H
4Me−
p
塩化ランタノセンに至る合成経路は、以下のように要約される。
LnCl
3 + 2 MC
5H
5 → (C
5H
5)
2LnCl + 2 MCl
M = Na, Ti
Ln(C
5H
5)
3 + NH
4Cl → (C
5H
5)
2LnCl + C
5H
6 + NH
3
Ln(C
5H
5)
3 + HCl → (C
5H
5)
2LnCl + C
5H
6

## 反応
大きな4f軌道を持つランタノイド元素は、dブロックの遷移金属とはかなり性質が異なる。大きなイオン半径により、4f軌道と配位子の重なりの程度が制限されるが、同時により高い配位数を取ることができる。そのようなわけで、シクロペンタジエニルアニオンは、非飽和部分に結合し、金属錯体を安定させるために用いることができる。アルキルまたはハロゲン化ランタノセン錯体のいくつかは、C-H活性化、ヒドロ官能基化、カルボニル活性化等に対して独特の振舞いを示す。

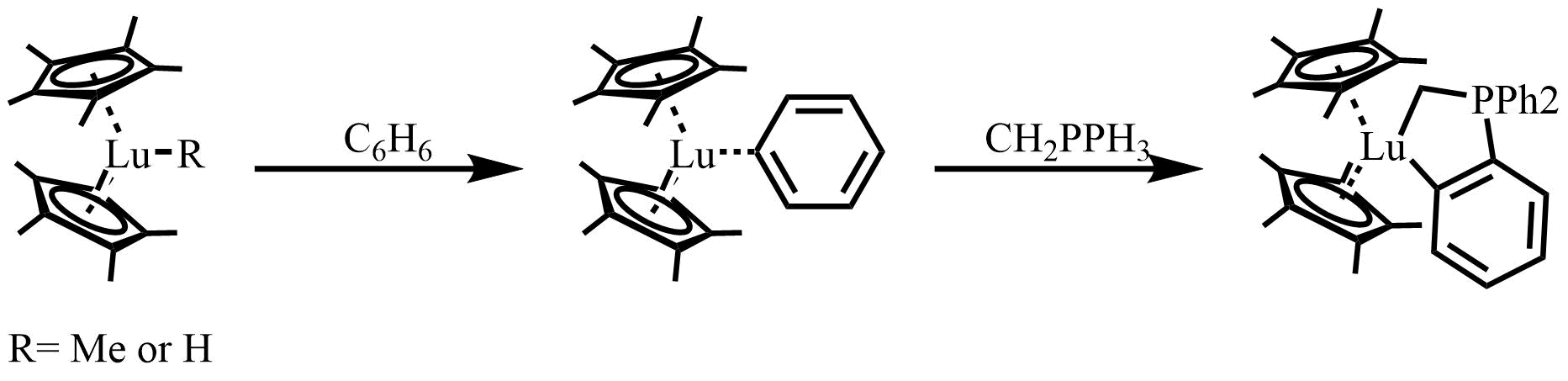

1983年、ワトソンは、ランタノセン触媒C-H活性化反応を初めて報告した。活性触媒は、ルテチウム-メチルまたはルテチウム-水素化物錯体で、炭化水素溶媒中、室温でベンゼン、ピリジン、イリドCH2PPh3と反応し、安定で分離可能な生成物を与える。
研究により、有機ランタノイド化合物は、水素化、ヒドロシリル化、ヒドロホウ素化、ヒドロアミノ化等を含むヒドロ官能基化反応を著しく触媒することが明らかとなった。それぞれの例を下に示す。

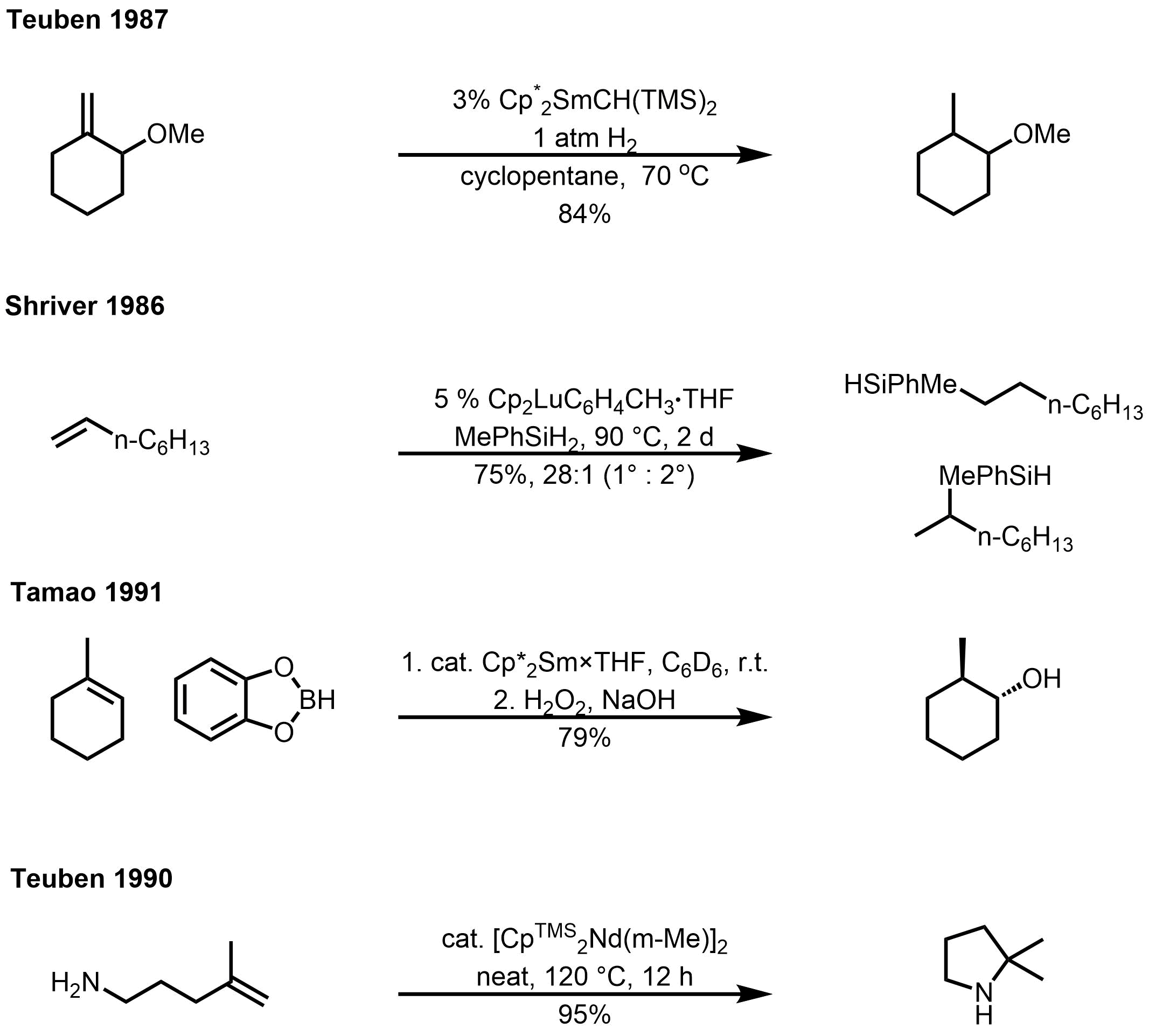

水素化のメカニズムを以下に示す。ここで、活性触媒は、シグマ結合メタセシスにより生成し、その後、オレフィン挿入及び再度のシグマ結合メタセシスで触媒が再生する。これは、他のヒドロ官能基化のメカニズムでもある。

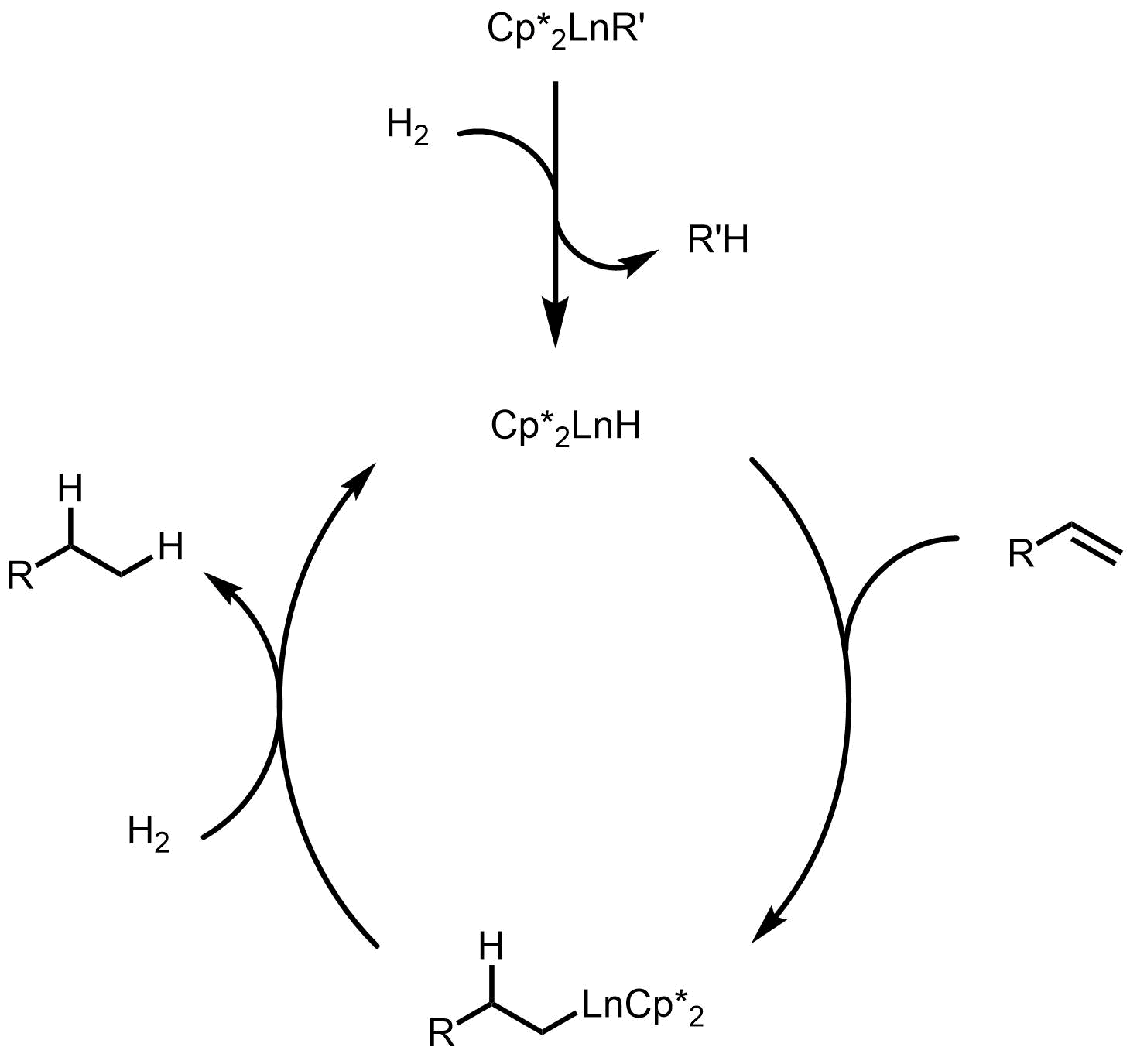

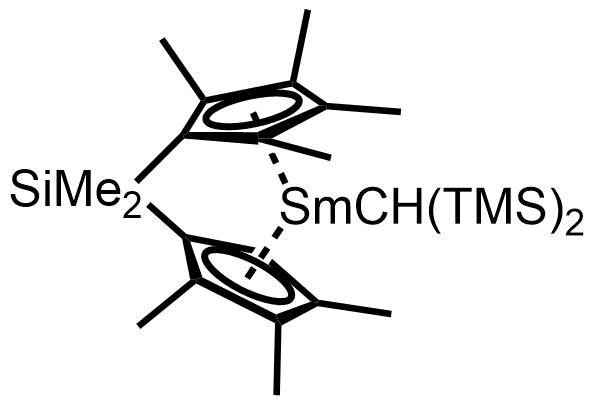

しかし、大きなシクロペンタジエニル配位子が金属中心を隠しているため、置換のあるアルケンとの反応は阻害される。この状況を克服するために、主に2つの方法が用いられる。1つは、より大きなイオン半径を持つランタノイドを用いて、金属の大きさを増すことである。ランタノイド収縮のため、これは、周期表上、後にあるランタノイドを前にあるランタノイドで置き換えることを意味する。もう1つの方法は、配位子の配置と置換基を操作することで、配位子の大きさを小さくすることである。例えば、右図のように、蝶番型またはansa-架橋型のシクロペンタジエニル配位子を用いて、配位子同士の距離を縮めて、金属中心をよりむき出しにすることができる。